# Лекси Блейк
Лекси Блейк (на английски: Lexi Blake) е американска писателка на бестселъри в жанра еротичен любовен роман и паранормален любовен роман. Пише и съвременни еротични уестърни под псевдонима Софи Oak (на английски: Sophie Oak).

## Биография и творчество
Лекси Блейк е родена в Далас, Тексас, САЩ. Пише от ранна възраст. След дипломирането си се насочва към пиесите и журналистиката, а после към любовните романи за млади възрастни.
Първият ѝ роман „Small Town Siren“ от поредицата „Тексаски сирени“ е издаден под псевдонима Софи Oak през 2010 г.
Първият ѝ еротичен любовен роман като Лекси Блейк, „Their Virgin Captive“ от съавторската поредица с писателката Шийла Блек „Майстори на управлението“, е издаден през 2011 г.
Лекси Блейк живее със семейството си във Форт Уърт, Северен Тексас.

## Произведения

### Като Лекси Блейк

#### Серия „Майстори на управлението“ (Masters of Menage) – сШийла Блек
1. Their Virgin Captive (2011)
2. Their Virgin's Secret (2011)
3. Their Virgin Concubine (2012)
4. Their Virgin Princess (2013)
5. Their Virgin Hostage (2013)
6. Their Virgin Secretary (2014)
7. Their Virgin Mistress (2015)

#### Серия „Майстори и наемници“ (Masters and Mercenaries)
1. The Dom Who Loved Me (2011)
2. The Men with the Golden Cuffs (2012)
3. A Dom is Forever (2012)
4. On Her Master's Secret Service (2013)
5. Love and Let Die (2013)
6. Dungeon Royale (2014)
7. A View to a Thrill (2014)
8. You Only Love Twice (2015)
9. Master No (2015)
10. From Sanctum with Love (2016)
11. Dominance Never Dies (2016)
12. Submission is Not Enough (2016)
13. For His Eyes Only (2017)
14. Love Another Day (2017)
15. Nobody Does It Better (2017)
16. No Love Lost (2020)

##### Новели към поредицата
1. Cherished (2014)
2. Unconditional (2014)
3. Dungeon Game (2014)
4. Adored (2015)
5. Sanctum (2016)
6. Devoted (2016)
7. Arranged (2017)
8. Protected (2018)
9. Close Cover (2018)
10. Enchanted (2019)
11. Charmed (2020)
12. Treasured (2021)

#### Серия „Masters and Mercenaries: The Forgotten“
1. Lost Hearts (2018)
2. Lost and Found (2018)
3. Lost in You (2019)
4. Long Lost (2020)

#### Серия „Крадци“ (Thieves)
1. Steal the Light (2013)
2. Steal the Day (2013)
3. Steal the Moon (2014)
4. Steal the Sun (2014)
5. Steal the Night (2014)

##### Подсерия „Ловец: Крадците“ (Hunter: A Thieves)
1. Ripper (2015)
2. Addict (2015)
3. Outcast (2018)
4. Stealing Summer (2020)

#### Серия „Лолес“ (Lawless)
1. Ruthless (2016)
Без милост, изд.: ИК „Ибис“, София (2017), прев. Диана Кутева, ISBN 978-619-157-194-9
2. Satisfaction (2017)
Разплата, изд.: ИК „Ибис“, София (2017), прев. Диана Кутева, ISBN 978-619-157-216-8
3. Revenge (2017)
Отмъщение, изд.: ИК „Ибис“, София (2018), прев. Диана Кутева, ISBN 978-619-157-226-7

#### Серия „A Courting Justice“
1. Order of Protection (2018)
Под закрила, изд.: ИК „Ибис“, София (2020), прев. Вера Паунова, ISBN 978-619-157-348-6
2. Evidence of Desire (2019)
Без спомен, изд.: ИК „Ибис“, София (2021), прев. Вера Паунова, ISBN 978-619-157-354-7

#### Серия „Butterfly Bayou“
1. Butterfly Bayou (2020)
Островът на пеперуда, изд.: ИК „Ибис“, София (2022), прев. Вера Паунова, ISBN 978-619-157-378-3
2. Bayou Babe (2020)
3. Bayou Dreaming (2020)

#### Серия „Perfect Gentlemen“ – Шийла Блек
1. Scandal Never Sleeps (2015)
2. Seduction in Session (2015)
3. Big Easy Temptation (2016)
4. Smoke and Sin (2017)
5. At the Pleasure of the President (2019)

### Като Софи Oak

#### Самостоятелни романи
- Away From Me (2010)
- Snowed In (2020)

#### Серия „Тексаски сирени“ (Texas Sirens)
1. Small Town Siren (2010)
2. Siren in the City (2010)
3. Siren Enslaved (2011)
4. Siren Beloved (2011)
5. Siren in Waiting (2011)
6. Siren in Bloom (2012)
7. Siren Unleashed (2012)
8. Siren Reborn (2014)

#### Серия „Нощувки в Блис, Колорадо“ (Nights in Bliss, Colorado)
1. Three to Ride (2010)
2. Two to Love (2011)
3. One to Keep (2011)
4. Lost in Bliss (2011)
5. Found in Bliss (2012)
6. Pure Bliss (2012)
7. Chasing Bliss (2012)
8. Once Upon a Time in Bliss (2013)
9. Back in Bliss (2013)
10. Sirens in Bliss (2019)
11. Happily Ever After in Bliss (2020)

#### Серия „Ефирна история“ (A Faery Story)
1. Bound (2019)
2. Beast (2019)
3. Beauty (2019)